# Metroid Dread
Metroid Dread é um jogo eletrônico de ação-aventura desenvolvido pela MercurySteam e Nintendo, lançado para Nintendo Switch em 8 de outubro de 2021. O título é uma sequência de Metroid Fusion. O jogador assume o controle da caçadora de recompensas Samus Aran que enfrenta diversos inimigos robóticos no planeta ZDR. Ele mantém a jogabilidade de rolagem lateral dos jogos em 2D anteriores, adicionando novos elementos na ambientação e habilidades.
Inicialmente, o jogo havia sido projetado para o console portátil Nintendo DS mas foi cancelado devido a limitações técnicas. Seu título foi visto pela primeira vez em uma lista interna de softwares da Nintendo em 2005 e teve seu anúncio oficial anos depois, na convenção digital da E3 2021. Após o lançamento de Metroid: Samus Returns (2017), que foi desenvolvido em conjunto pela Nintendo EPD e a MercurySteam, o diretor e produtor de longa data da série Yoshio Sakamoto elogiou o trabalho da MercurySteam e propôs que a empresa pudesse desenvolver o próximo jogo da franquia.
Metroid Dread recebeu elogios da crítica e tornou-se o título da série mais vendido no Japão, Reino Unido e Estados Unidos. Desde o seu lançamento, o jogo vendeu aproximadamente 3 milhões de cópias, tornando-se o título mais vendido da série. Foi indicado em diversas premiações da indústria, incluindo na categoria Jogo do Ano, na The Game Awards 2021 e foi premiado como Melhor Jogo de Ação/Aventura.

## Jogabilidade
Metroid Dread é um jogo de ação e aventura rolagem lateral no qual os jogadores controlam a caçadora de recompensas chamada Samus Aran no planeta ZDR. Ele mantém a jogabilidade dos jogos anteriores da série introduzindo novas mecânicas como os ataques corpo a corpo que foram adicionados em Metroid: Samus Returns. Samus também podem deslizar e se fixar a superfícies azuis.
Dread apresenta uma temática furtiva, no qual a protagonista precisará enfrentar diversas criaturas robóticas e poderosas, chamadas de robôs EMMI. As máquinas foram criadas para perseguir e derrotar Samus, elas são extremamente poderosas e ágeis necessitando que o jogador crie estratégias para evitá-los: escondendo-se, reduzindo o ruído dos passos e usando a habilidade Manto Fantasma, uma camuflagem que deixa a protagonista invisível temporariamente. Caso o robô EMMI pegar Samus, o jogador tem uma pequena chance de executar um golpe corpo a corpo e escapar; se falhar, Samus morre e o jogo recomeça do último ponto de salvamento.

## Recepção
Metroid Dread recebeu críticas geralmente favoráveis, obtendo uma média de 88 de 100 no agregador de notas Metacritic. Samuel Claiborn, da IGN, elogiou as lutas do chefes, dizendo que elas "vão desde os tradicionais monstros grandes com diversos padrões e pontos fracos para aprender, até uma espécie de Smash Bros. no qual os monstros que imitam seu conjunto de movimentos". Chris Carter, da Destructoid, disse que Dread executou "magistralmente" a fórmula metroidvania. O'Reilly, do site americano Nintendo Life, gostou das novas mecânicas e ambientes, dizendo que "sempre parece que você tem uma tonelada de coisas para explorar e que os ambientes são ricos e detalhados". Joe Findly, da CGM, escreveu que "Metroid Dread é uma visão maravilhosa e moderna de um jogo clássico da infância". A IGN escreveu que "o título traz de volta a lendária exploração e progressão e mescla com um excelente combate e finaliza com uma das melhores lutas de chefes de todos os tempos".

### Vendas
As pré-vendas Metroid Dread foram as mais procuradas do site da Amazon dos EUA, Reino Unido, Japão e Austrália. O título também foi o jogo mais pré-encomendado após a E3 2021 na GameStop.
Após o lançamento, a versão em mídia física de Dread estreou em terceiro lugar nas paradas semanais de videogames do Reino Unido. Somando com as cópias digitais, o título tornou-se o jogo da franquia Metroid mais vendido no Reino Unido. Nos Estados Unidos, Dread estreou na terceiro lugar e vendeu 854 mil cópias em seu primeiro mês, tornando-se o título Metroid mais vendido até o momento, de acordo com o presidente da Nintendo of America, Doug Bowser. No Japão, o jogo estreou em primeiro lugar, vendendo aproximadamente 87 mil cópias de varejo em seus dois primeiros dias. Contado com as cópias digitais, Dread superou as vendas de quase todos os jogos da série no Japão em sua primeira semana. Até o dia 10 de maio de 2022, Metroid Dread havia vendido 2.9 milhões de unidades, tornando-se o jogo mais vendido da série.

### Prêmios e honrarias
Durante o evento The Game Awards 2021, Metroid Dread foi escolhido como o Melhor Jogo de Ação-aventura. No Golden Joystick Awards, o jogo venceu na categoria Jogo de Nintendo do Ano.
| Ano                         | Premiação                    | Categoria | Resultado     | Ref. |
| --------------------------- | ---------------------------- | --------- | ------------- | ---- |
| 2021                        |                              |           |               |      |
| Golden Joystick Awards 2021 | Jogo de Nintendo do Ano      | Venceu    | [ 21 ] [ 22 ] |      |
| Golden Joystick Awards 2021 | Jogo do Ano                  | Indicado  | [ 21 ] [ 22 ] |      |
| The Game Awards 2021        | Jogo do Ano                  | Indicado  | [ 23 ]        |      |
| The Game Awards 2021        | Melhor Jogo de Ação-aventura | Venceu    | [ 23 ]        |      |
| The Game Awards 2021        | Voz dos Jogadores            | Indicado  | [ 24 ]        |      |